# فاراد (مجله)
مجله فاراد نشریه‌ای بود که در ایران در دهه شصت و اوائل دهه هفتاد منتشر می‌شد. مجوز این مجله به علت درج کاریکاتوری لغو و در نتیجه در سال ۱۳۷۲ انتشار آن متوقف گردید.

## ماجرای کاریکاتور
در ابتدای دهه ٧٠ در زمان ریاست جمهوری اکبر هاشمی رفسنجانی و وزارت سید محمد خاتمی در وزارت ارشاد، این نشریه در یکی از صفحات خود طرحی از یک فوتبالیست منتشر کرد که سر و چهره او شبیه به سید روح‌الله خمینی تعبیر شد. برخی منابع مدعی شدند سری شبیه سید روح‌الله خمینی به تنه تصویر یک فوتبالیست مونتاژ شده‌است.
در بعضی خبرها هم عنوان شد این اقدام بدون اطلاع و خواست حسن کریم‌زاده کاریکاتوریست ١٩ ساله فاراد در محل چاپخانه (که چاپخانه کیهان بود) انجام شد. به هر حال این اتهام برای حسن کریم‌زاده و ناصر عرب‌ها مدیر مسئول مجله عواقب وخیمی داشت. معترضان خشمگین به دفتر نشریه حمله کردند و خسارت زیادی به اموال مجله و ساختمان وارد ساختند. در قم گروهی به خیابان آمده و خواستار مجازات فوری و حتی اعدام بانیان به گفته آن‌ها «توهین به رهبر انقلاب» شدند و برخی از روحانیون نیز آن را یک توطئه فرهنگی عنوان کردند. نیروی انتظامی در قبول اعتراضات مردم عوامل این نشریه را دستگیر و تسلیم مسئولین قوّه قضائیه نمود.

## دادگاه نشریه و احکام صادره
آن‌گونه که در کتاب «اسناد و پرونده‌های مطبوعاتی ایران - دهه ٧٠» و در شرح دادگاه آمده‌است، وکیل مدیرمسئول فاراد، در جلسه دادگاه انقلاب در ٢۵ شهریور ٧١ مسئولیت درج کاریکاتور را متوجه موکلش نمی‌داند و تقصیر را به عهده کاریکاتوریست می‌اندازد: «موکل من صفحه‌ای را که فاقد عکس بود، کنار گذاشته و مطالب آن را بازبینی نمود. چون مطالب صفحه ورزشی بود قرار می‌شود عکس یک فوتبالیست گذاشته شده و به چاپ برسد. در اینجا آقای کریم‌زاده خیانت کرده و سر عکس فوتبالیست را برداشته و طرحی از سر مبارک حضرت امام گذاشته است.»
با این دفاعیه، هیات منصفه، مدیر مسئول را مستحق تخفیف دانسته و حکم ۶ ماه زندان، ۵٠ ضربه شلاق و لغو امتیاز نشریه را صادر کرد. اما حکم کریم‌زاده بسیار سنگین‌تر بود. چرا که محکومیت یک سال حبس، ۵٠ هزار تومان جریمه نقدی و ۵٠ ضربه شلاق او از سوی سید ابراهیم رییسی دادستان وقت انقلاب اسلامی تهران مورد اعتراض قرار گرفت و دیوان عالی کشور کریم‌زاده را به ١٠ سال حبس محکوم کرد. در ‌‌نهایت حسن کریم‌زاده بعد از دو سال حبس آزاد شد و مجله فاراد دیگر منتشر نشد.

## استعفای وزیر ارشاد
در حول و حوش همین ماجرا محمد خاتمی در واکنش به این قبیل فشارها از وزارت ارشاد استعفا کرد و جای خود را به علی لاریجانی داد. خاتمی در استعفانامه خود، از «ظاهر بینان تنگ حوصله» که «حتی به قیمت تعطیل اندیشه و نفی آزادی‌های مشروع و قانونی رونق فرهنگی را برنمی تابند» گلایه کرده و تأکید کرده بود که «شکستن همه مرزهای قانونی، شرعی، اخلاقی و عرفی در مقابله با مخالفان، فضایی ناسالم و آشفته پدید می‌آورد و موجب دلزدگی و عدم امنیت دانشمندان و هنرمندان می‌شود».